# Renan Brito Soares
Renan Brito Soares, (nascut el 24 de gener de 1985 a Viamão), és un futbolista brasiler que juga a l'Internacional.

## Trajectòria
Renan Brito, va fer el seu debut com professional amb el Sport Club Internacional contra l'EC Juventude en el Campionat Gaúcho el 3 d'abril de 2005 i prompte es va convertir en el porter titular de l'equip brasiler. En l'any 2006, el porter brasiler va aconseguir guanyar la Copa Libertadores al derrotar el São Paulo FC a la final i el Mundial de Clubs al vèncer el FC Barcelona. La temporada següent guanyaria la Recopa Sud-americana i el 2008 el Campionat gaúcho.
L'agost de 2008, va aconseguir la medalla de bronze amb la selecció de futbol del Brasil en els Jocs Olímpics de Pequín, sent-ne l'arquer titular. Abans d'acabar la competició a la Xina, Renan va fitxar pel València CF signant un contracte per quatre temporades. Va jugar un any al club che i després va ser cedit al Xerez C.D., equip que va perdre la categoria a final de curs. La temporada següent va tornar a sortir cedit, al seu club d'origen, l'Inter de Porto Alegre.
La resta de la seva carrera l'ha disputada íntegrament al Brasil.

## Palmarès
- 1 Medalla de bronze olímpica: 2008 (Brasil)
- 1 Campionat del Món de Clubs: 2006 (SC Internacional)
- 1 Copa Libertadores: 2006 (SC Internacional)
- 1 Recopa Sud-americana: 2007 (SC Internacional)
- 1 Campionat gaúcho: 2008 (SC Internacional)